# Şımarık
«Şımarık» (Consentida en español), llamada popularmente La canción del beso en los países hispanohablantes, es una canción de 1997 del cantante turco Tarkan. Fue escrita por Sezen Aksu, con música acreditada como compuesta por Tarkan. Sin embargo, Tarkan admitió más tarde en una entrevista de 2006 que esto se había hecho sin el consentimiento de Aksu, que era el verdadero propietario de los derechos de autor. Formó parte del álbum de Tarkan Ölürüm Sana (Moriría por ti). «Şımarık» se lanzó en Francia en 1998 y en el resto del mundo en 1999, a partir del álbum recopilatorio Tarkan, que se lanzó en Europa. Ha vendido dos millones de copias en toda Europa.

## La canción
Como primer sencillo importante de Tarkan, la canción es generalmente considerada su sencillo debut. Había lanzado tres álbumes antes de esto, pero nunca lanzó una canción en formato sencillo debido a la naturaleza orientada al álbum de la industria de la música turca. La canción también ha aparecido en bandas sonoras de varias películas, incluyendo la película francesa Beau travail y la película estadounidense XX/XY. Por lo general, se considera la canción principal de Tarkan en Europa. Su estribillo termina con dos sonidos de beso característicos.
Hay varias versiones en diferentes idiomas, incluida una versión cantada por el grupo de Hong Kong E02 en cantonés y una versión egipcia cantada por Samy Mansour. La versión en inglés, titulada "Kiss Kiss", es interpretada por la cantante greco-estadounidense Stella Soleil.

## Video musical
El video musical se rodó en junio de 1997. en Marsella, Francia con calles estrechas y caminos empedrados, con Tarkan cantando canta y cruzando imprudentemente. Varias mujeres en las calles lo ven y comienzan a seguirlo para tratar de besarlo, pero él trata de evitarlos cambiando de dirección y luego caminando más rápido. Cada vez más mujeres comienzan a seguirlo mientras la canción continúa, pero Tarkan finalmente comienza a correr para evitarlas. Un gran grupo de mujeres lo persiguen y, cuando termina la canción, Tarkan se refugia en una esquina de la calle. Una niña también está allí y Tarkan la besa en la frente.

## Lista de canciones
- Şımarık, 1999

1. Şımarık Malagutti (4:46)
2. Şımarık Malagutti edit remix (3:17)
3. Şımarık Malagutti extended remix (7:00)
4. Şımarık Ned Divine edit remix (3:13)
5. Şımarık Ned Divine extended remix (5:56)
6. Şımarık radio edit(3:12)
7. Şımarık long (original) versión (3:55)
8. Şımarık Orıental (4:05)
9. Şımarık Zıo dub extended remix (6:11)
10. Şımarık Zıo dub edit remix
11. Şımarık Şınan soulful (6:14)
12. Şımarık Şınan dub

Las listas de canciones de este CD sencillo cambian según el país de lanzamiento. Se lanzaron cuatro versiones promocionales en LP. Un CD sencillo promocional fue lanzado en Francia, con una portada naranja. Este fue el primer lanzamiento de la historia e incluyó una canción. Ahora es una pieza de colección. También hubo un sencillo de edición limitada (fan-edition) lanzado en Alemania, que venía con un póster de Tarkan.

## Rendimiento comercial
Cuando se lanzó el sencillo en Europa, alcanzó el número 1 en Bélgica, el número 2 en Noruega, y el número 3 en Suiza, Francia, Alemania y Países Bajos. Las ventas fueron disco de oro en Europa, donde Tarkan recibió su disco de oro en Cannes Midem y en Alemania por Universal y disco de platino en América Latina.

## Poscionamiento en listas
| Listas (1998-1999)                    | Mejor posición |
| ------------------------------------- | -------------- |
| Alemania (Offizielle Deutsche Charts) | 6              |
| Austria (Ö3 Austria Top 40)           | 14             |
| Bélgica (Flandes) (Ultratop 50)       | 5              |
| Bélgica (Valonia) (Ultratop 50)       | 1              |
| Francia (SNEP)                        | 3              |
| Noruega (VG-lista)                    | 2              |
| Países Bajos (Dutch Top 40)           | 3              |
| Países Bajos (Mega Single Top 100)    | 3              |
| Suecia (Sverigetopplistan)            | 3              |
| Suiza (Schweizer Hitparade)           | 3              |

## Uso en los medios
«Şımarık» fue utilizado en varias películas y teleseries Beau travail, Romané y XX/XY.
«Şımarık» fue utilizado el efecto de sonido del beso de Tarkan incluye varios programas de televisión chilena: Calle 7, Yingo, En portada, Buenos días a todos, Muy buenos días, Mucho gusto, Gente como tú, La mañana de Chilevisión y otros.

## Versión de Stella Soleil
«Kiss Kiss» es el sencillo debut de la artista estadounidense Stella Soleil. El sencillo es una versión de la canción turca «Şımarık» de Tarkan. La versión en inglés fue escrita por Juliette Jaimes, Sezen Aksu, Tarkan y Steve Welton-Jaimes. El sencillo fue lanzado a la radio principal en marzo de 2001. El sencillo también se lanzó en regiones de Europa, sin incluir el Reino Unido.

### Video musical
El video musical filmado en marzo de 2001 se encuentra en la playa durante la noche. El video (dirigido por Hype Williams) muestra a Stella bailando en la arena, mientras que las escenas van y vienen desde las vistas de los pájaros del paisaje alrededor de la playa.

### Lista de canciones
- Sencillo promocional de (Estados Unidos)[17]

1. «Kiss Kiss» (Radio Version)

- Sencillo promocional de 12" (Estados Unidos)[18]

1. «Kiss Kiss» (main version)
2. «Kiss Kiss» (instrumental)
3. «Kiss Kiss» (main version)
4. «Kiss Kiss» (a cappella)

### Posicionamiento en listas
| Listas (2001)                                | Mejor posición |
| -------------------------------------------- | -------------- |
| Estados Unidos Mainstream Top 40 (Billboard) | 27             |

## Versión de Holly Valance
«Kiss Kiss» es el primer sencillo de la cantante australiana Holly Valance. Su versión es una adaptación de la versión de 2001 de Stella Soleil. La versión de Stella es la versión original en inglés; sin embargo, es una nueva versión de la popular canción pop turco «Şımarık» de Tarkan. El sencillo fue lanzado en abril de 2002 en Australia y Reino Unido, y se disparó directamente al número uno en ambos países.

### Rendimiento comercial
El sencillo también debutó en el número uno en  Reino Unido el 5 de mayo de 2002, vendiendo 143,408 copias en su primera semana. La canción hizo su debut en ARIA Charts de Australia, UK Singles Chart y Turkish Singles Chart en el número uno, fue el primer sencillo número uno de Holly. Pasó nueve semanas en el top 10 de ARIA Charts, trece semanas en el top 20 y un total de diecisiete semanas en el top cincuenta. En países como Irlanda, Italia, Taiwán y Finlandia, la canción llegó a su punto máximo entre los diez primeros. También llegó al Top 20 en Austria, Grecia, Suecia, Alemania, Japón, Nueva Zelandia, Suiza y Dinamarca. Fue certificado como Platino por ARIA y Gold por BPI.

### Premios ARIA
«Kiss Kiss» fue nominado para ARIA Awards en los XVI Premios ARIA en 2002.

### Lista de canciones
CD single (Australia)
1. «Kiss Kiss» (Wise Buddha mix) — 3:25
2. «Kiss Kiss» (Jah Wobble remix) — 5:15
3. «Kiss Kiss» (Agent Sumo 2) — 7:41
4. «Kiss Kiss» (Stargate R&B mix) — 3:02

CD single (Reino Unido)
1. «Kiss Kiss» (Wise Buddha mix) — 3:25
2. «Kiss Kiss» (Jah Wobble remix) — 5:15
3. «Kiss Kiss» (Agent Sumo 2) — 7:41
4. «Kiss Kiss» (Stargate R&B mix) — 3:02
5. «Kiss Kiss» (music video)

CD single (Alemania)/Cassette Single (Reino Unido)
1. «Kiss Kiss» (Wise Buddha mix) — 3:25
2. «Kiss Kiss» (Stargate R&B mix) — 3:02

### Posicionamiento en listas
| Listas (2002)                               | Mejor posición |
| ------------------------------------------- | -------------- |
| Alemania (Offizielle Deutsche Charts)       | 14             |
| Australia (ARIA)                            | 1              |
| Austria (Ö3 Austria Top 40)                 | 11             |
| Bélgica (Flandes) (Ultratop 50)             | 28             |
| Bélgica (Valonia) (Ultratip Bubbling Under) | 12             |
| Dinamarca (Tracklisten)                     | 20             |
| Escocia (Scottish Singles Sales Chart)      | 1              |
| Finlandia (OFC)                             | 7              |
| Francia (SNEP)                              | 50             |
| Grecia (IFPI)                               | 16             |
| Hungría (Rádiós Top 40)                     | 3              |
| Hungría (Single Top 40)                     | 4              |
| Irlanda (IRMA)                              | 2              |
| Italia (FIMI)                               | 3              |
| Nueva Zelanda (Recorded Music NZ)           | 17             |
| Países Bajos (Dutch Top 40)                 | 24             |
| Países Bajos (Mega Single Top 100)          | 23             |
| Reino Unido (UK Singles Chart)              | 1              |
| Suecia (Sverigetopplistan)                  | 12             |
| Suiza (Schweizer Hitparade)                 | 19             |

## Versión de DJ R'AN
En 2016, francés DJ R'AN (también conocido como Lucenzo Dj) lanzó una versión adaptada de la canción con nuevas letras y música añadida.
El sencillo también se tituló «Kiss Kiss» y contó con la voz de Swedish Mohombi y American Big Ali con el trabajo adicional de Willy William. Un video musical también fue lanzado.
Una versión alternativa de la versión de DJ R'AN de «Kiss Kiss» fue realizada en 2017 por el cantante kosovar-alemán Ardian Bujupi con Dj R'AN con Mohombi y Big Ali.

## Sampleos y adaptaciones
- Yosi Piamenta lanzó una versión que citaba a Kol Hamesameach, un pasaje en hebreo del Talmud, pero ajustado a la melodía de la canción «Şımarık».
- Un programa de noticias israelí a las 18:00 en Canal 10 llamado London et Kirschenbaum (llamado así por los anfitriones, Yaron London y el último presentador del programa, Moti Kirschenbaum) usa un sample de esta canción en su tema de apertura.

## Otras versiones
Además de las muy famosas versiones en inglés de Stella Soleil en 2001 y de la cantante australiana Holly Valance en 2002, ambos bajo el título «Kiss Kiss» (refiérase a secciones separadas arriba), hay muchas otras versiones de la canción en inglés y varios idiomas.
- El cantante ruso Filipp Kirkorov volvió a lanzar «Şımarık» en ruso como Поцелуй (Beso) del álbum Ой, Мама, Шика Дам.
- En 1999, el cantante ucraniano Viktor Pavlik (Ucraniano Віктор Павлік) relanzó «Şımarık» en ucraniano como «Rozbeshchenyy» (Окузенного Розбещений) del álbum Aphiny, Kyiv, Istanbul, ukr. Афіни-Київ-Істанбул.
- En 2001, el cantante español-marroquí Hakim lanzó La Muchacha Turca como parte de su álbum Entre dos orillas, pero creó su propia letra, en España.
- En 2006, la cantante surcoreana Mina hizo «Kiss Kiss».
- 8 feleséggel sok a baj / Hay tantos problemas con 8 esposas / (en húngaro por Irigy Hónaljmirigy[41])
- La Muchacha Turca (Paco Ortega/Hakim, 2001)
- La Muchacha Guapa (La Banda Pachuco)
- Ein Kuss / Un beso / (en alemán por Die Schlümpfe, 1999)
- Žene Vole Dijamante / Las mujeres aman los diamantes / (en serbio por Jelena Karleuša)
- Ekstaza / Éxtasis / (en serbio por Dado Polumenta)
- El Bawsi (en árabe por Rida and Nina Boutros)
- Booseh Faransavi (en persa por Mehran)
- Yeki Na Do Ta (en persa por Sharareh)
- Filakia (en griego por Lefteris Pantazis, 2000)
- Neshika / Beso / (en hebreo por Rinat Bar)
- Поцелуй (en ruso por Filipp Kirkorov)
- CHU!CHU!は恋の合言葉 (en japonés por Kentarō Hayami)
- Bos (en dari por Showwkat)
- Kiss Kiss (en cantones por Tiffany Lee and EO2)
- Kiss (Kita Sayang Sayang) (en indonesio por Lilis Karlina)
- Kiss Kiss (en coreano por Mina, 2006)
- Chiki Chiki Bam Bam (en Idioma télugu India por Tippu en Aadi, 2002)
- Beijo na Boca / Beso en la boca / (en portugués por Mr. Jam)
- Dá-me Um Xoxo / Dame un beso / (en portugués por by Tayti)
- Selinho na Boca (en portugués por Latino e Perlla)
- Искаш ли близалка? / ¿Quieres una piruleta? / (en búlgaro por Ruslan Mainov)
- Дай ми целувка / Dame un beso / (en búlgaro por Tonita)
- Хищница / Depredador / (en búlgaro por Extra Nina)
- Pusz-pussz (en húngaro por Pa-Dö-Dő)
- Kiss-Kiss / TCM-istele / (en rumano por Vacanța Mare en Cu oltenii la eclipsă show.)
- Poljubi me / Bésame / (en esloveno por Sandi Selimčič)